# Difterite
La difterite è una malattia tossinfettiva acuta e contagiosa, provocata da ceppi tossigeni di Corynebacterium diphtheriae, un batterio Gram-positivo che infetta le vie aeree superiori (e talora la cute). La tossina che esso produce è responsabile di complicanze tipiche quali miocardite e paralisi dei nervi cranici e spinali.
In Italia, la difterite è una malattia infettiva soggetta a denuncia obbligatoria entro le 12 ore dall'accertamento.

## Epidemiologia

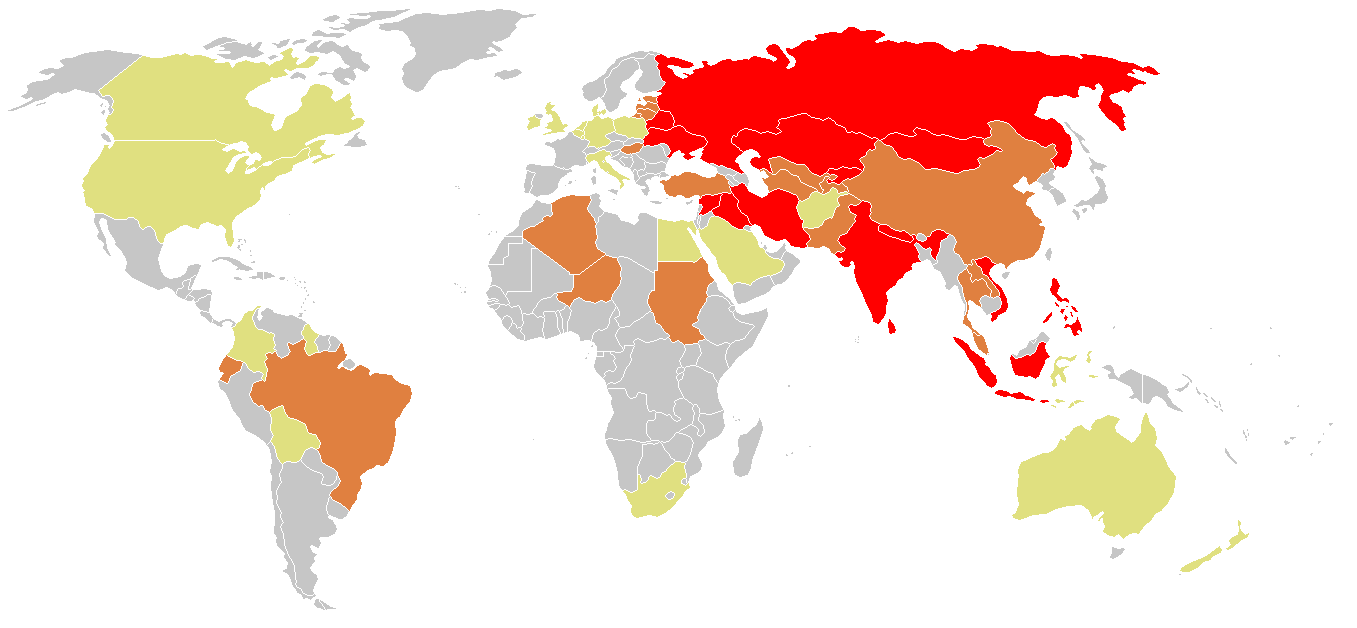
Casi di difterite tra il 1997 e il 2006
♦ Più di 100 casi
♦ Tra i 50 e i 99 casi
♦ Sotto i 49 casi
♦ 0 casi

La difterite è una malattia con caratteristiche stagionali, diffusa nei climi temperati, dove coinvolge soprattutto l'apparato respiratorio, con picco di incidenza nei mesi freddi. Prima dell'introduzione della vaccinazione era principalmente una patologia infantile, colpendo fino al 10% dei bambini, che divenivano suscettibili a 6-12 mesi di vita (ossia al momento della scomparsa delle IgG materne dal circolo). Viceversa, in epoca vaccinale, la malattia ha progressivamente incominciato a colpire la popolazione adulta, a causa della perdita di immunizzazione per mancanza di richiamo con tossoide difterico. Si deve tuttavia ricordare che, nei paesi industrializzati, la difterite è una malattia quasi scomparsa grazie all'introduzione della vaccinazione DT e DTp (rispettivamente tetano-difterite e tetano-difterite-pertosse).
La malattia rimane tuttavia endemica nei paesi in via di sviluppo, laddove i programmi vaccinali sono meno efficienti, come Brasile, Nigeria, India e Indonesia.
Nel 1990, causa interruzione delle vaccinazioni di massa, si è assistito a un enorme aumento dei casi negli stati che facevano parte dell'ex-Unione Sovietica, con un parossismo nel 1995 di circa 50 000 casi.
Tassi di mortalità del 20-30% erano frequenti se la malattia non era trattata, e raggiungevano il 50% in caso di epidemie. Non esistono riserve animali di Corynebacterium diphteriae e l'uomo è il solo portatore; giocoforza, il contagio avviene tramite esposizione a goccioline di saliva emesse con il respiro, colpi di tosse, starnuti di soggetti infetti, convalescenti o portatori sani.

## Eziologia

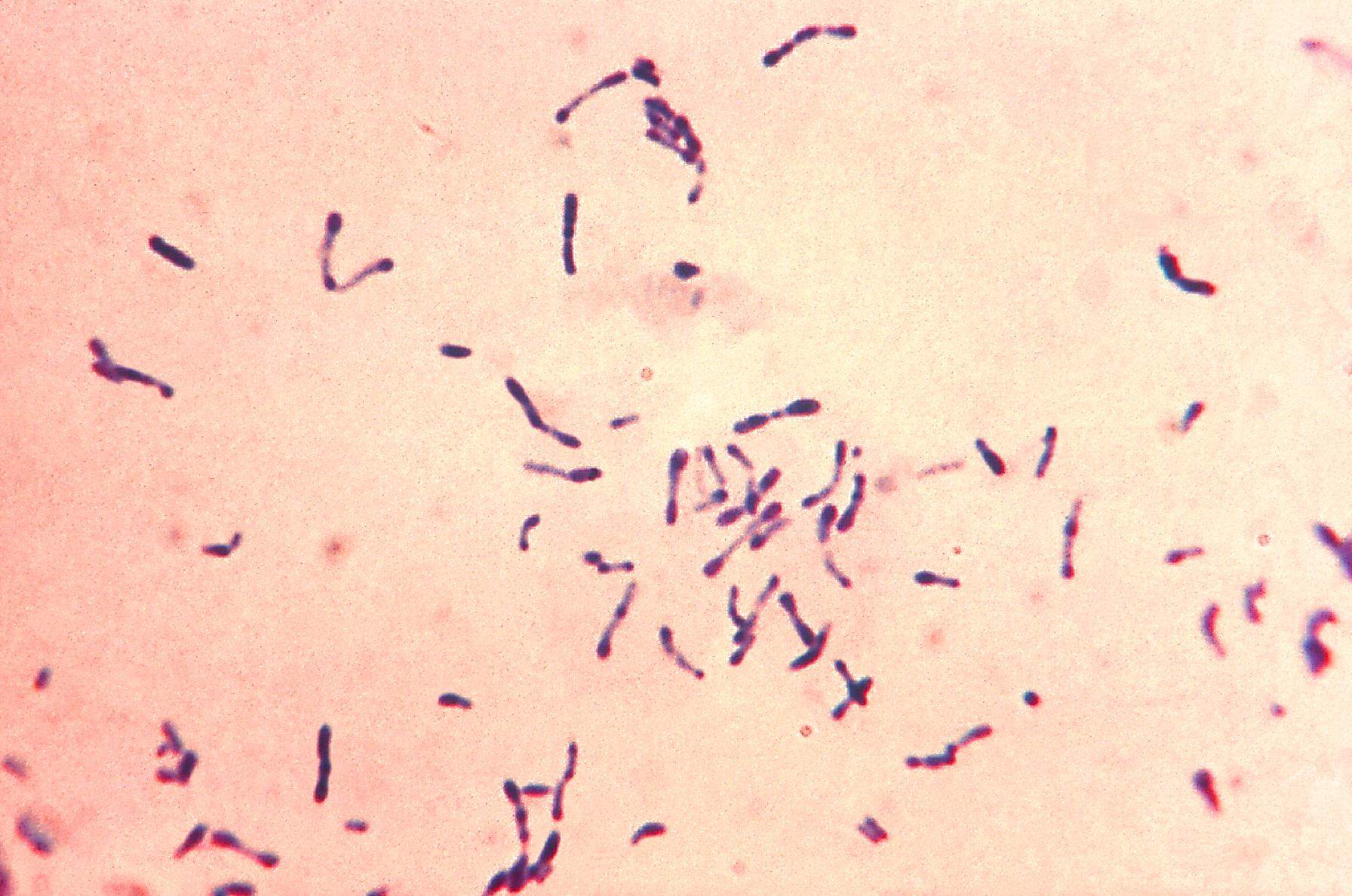
Corynebacterium diphtheriae colorazione di Gram; i batteri, disposti a "ideogrammi cinesi", sono Gram positivi e hanno un aspetto bastoncellare-claviforme.

La difterite è provocata da un batterio Gram positivo, anaerobio facoltativo (cresce aerobicamente e anaerobicamente), immobile, asporigeno e catalasi-positivo. Il Corynebacterium diphtheriae venne scoperto da Edwin Klebs nel 1883.
C.diphtheriae comprende 4 biotipi diversi tra loro, sia da un punto di vista morfologico sia biochimico:
1. gravis
2. mitis
3. intermedius
4. belfanti

Con l'eccezione di belfanti, tutti i biotipi sono in grado di produrre la tossina difterica.
Sono stati identificati altri ceppi di C.diphtheriae in grado di produrre la tossina difterica; questi sono importanti in ambito veterinario ma possono causare la difterite dal momento in cui avviene il contatto con il portatore. Si parla di:
- Corynebacterium ulcerans
- Corynebacterium pseudotuberculosis

L'assenza di tossina difterica non deve essere sinonimo di mancata patogenicità; i ceppi che mancano del gene codificante la tossina possono colonizzare e infettare le cavità nasali e le restanti vie aeree superiori.
Il batterio, a forma di clava, cresce formando piccole colonie "a ideogramma cinese" e possiede delle granulazioni metacromatiche definite "granuli di Babes-Ernst", evidenziabile soprattutto con la colorazione di Gins-Albert al blu di metilene.
Il batterio, isolato dalla faringe di persone infette, cresce in terreni selettivi contenenti siero coagulato (terreno di Löffler) o tellurito (o cisteina-tellurito), elemento tossico per la maggior parte dei batteri. Benché possieda una virulenza locale diretta, il Corynebacterium diphtheriae è in grado di produrre una tossina pantropa dopo essere stato infettato da un fago temperato portatore del gene tox+, codificante per una tossina A-B, la cui dose minima letale per l'uomo è di 130 ng/kg, in grado di bloccare la sintesi proteica nelle cellule dell'organismo umano.

## Patogenesi
Il Corynebacterium diphtheriae possiede una modesta invasività locale; si localizza nelle strutture delle alte vie respiratorie, potendo infettare la mucosa di faringe (angina maligna, sede più frequente), della laringe o delle cavità nasali. Più raramente, può infettare la mucosa oculare o la cute, compresa quella genitale. I ceppi lisogenizzati, produttori di tossina, sono invece responsabili di un'intensa tossicità locale, con formazione di "pseudo-membrane", indice di necrosi tissutale locale, tenacemente adese alle mucose infette e di tossicità sistemica con miocardite, neurite e sofferenza di vari organi (reni, fegato, surreni). La tossina prodotta è infatti in grado di legare specifici recettori presenti nella membrana cellulare provocandone l'internalizzazione nel citoplasma con rilascio della subunità tossinica A, in grado di catalizzare la sintesi tra il fattore di allungamento 2 (EF-2 che interviene nella traslocazione del tRNA) e il ribosio adenosindifosfato (ADPR). Il prodotto di tale sintesi, ADPR-EF2, è inattivo e non più utile alla sintesi proteica; ne deriva l'arresto delle funzioni cellulari, con tossicità e necrosi.

## Profilo clinico

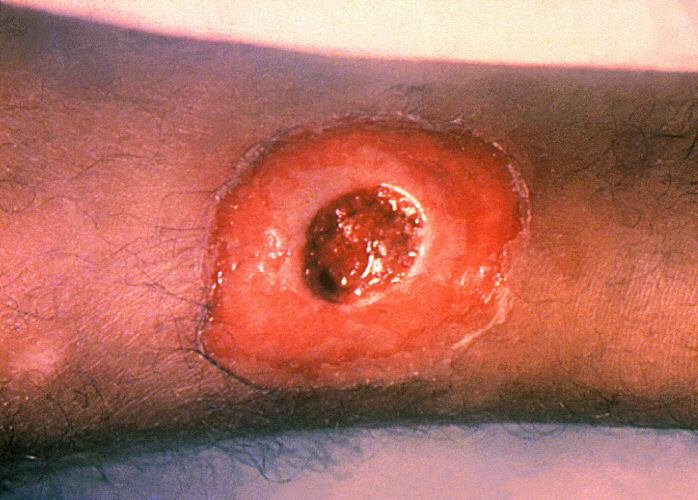
Difterite cutanea, vedi testo per descrizione.

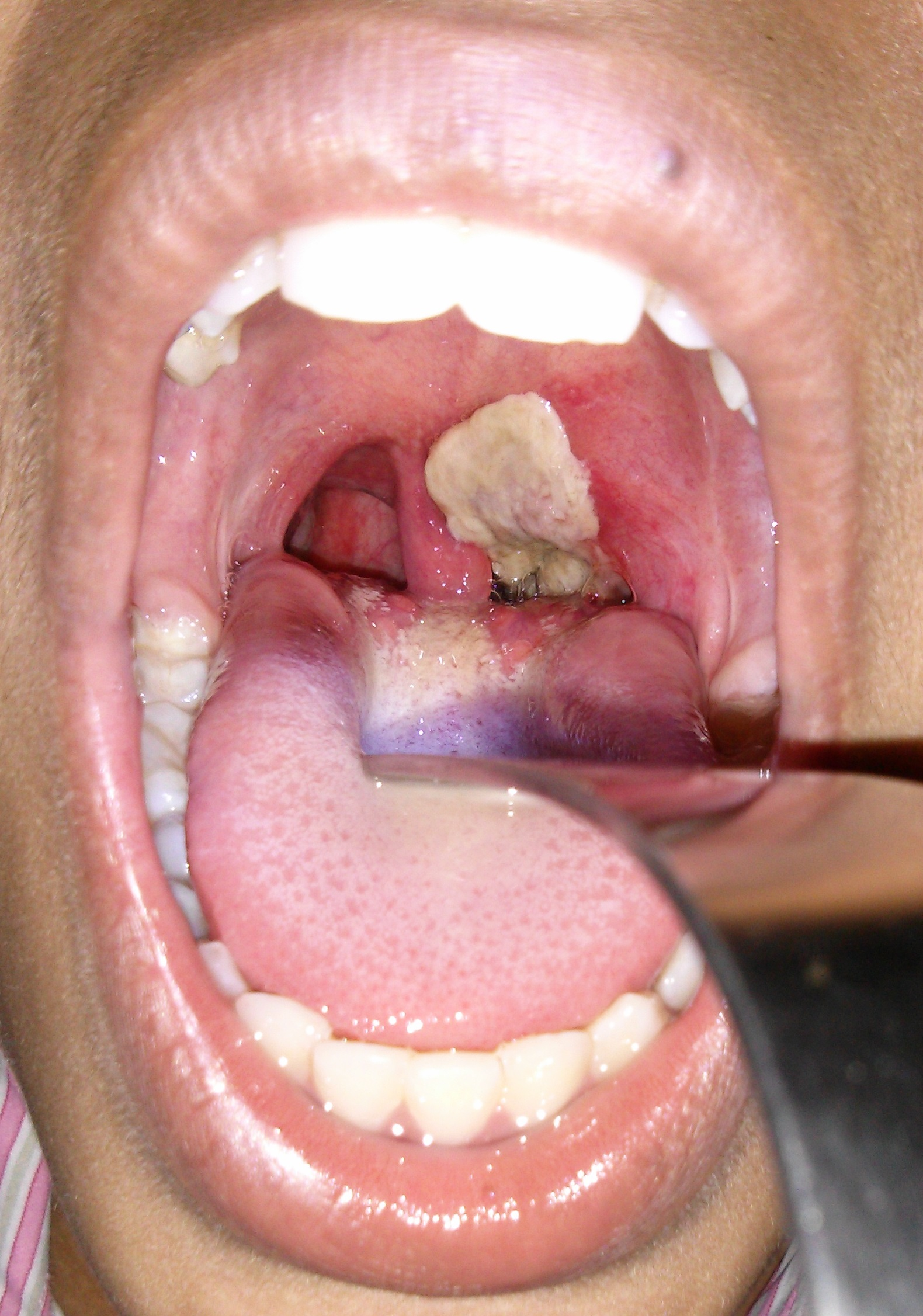
Tonsille.

Le manifestazioni sono legate al sito di invasione locale e alle complicanze a distanza. Indifferentemente dalla localizzazione primitiva, il periodo di incubazione è di circa 2-4 giorni, dopo i quali cominciano a manifestarsi sintomi e segni aspecifici di flogosi quali astenia, febbre non grave, cefalea, malessere, nausea e talora episodi di vomito.
Nella faringite difterica l'interessamento faringeo esordisce con intenso edema ed eritema localizzato a livello del palato molle, dell'ugula, delle tonsille palatine e dei pilastri tonsillari. Contestualmente, si presenta faringodinia con disfagia e odinofagia. Dopo circa 24-48 ore, la mucosa interessata da eritema comincia a coprirsi di "chiazze" grigio-bluastre, velate e tendenti alla confluenza, formando le cosiddette "pseudomembrane difteriche". Maleodoranti, frastagliate e tenacemente ancorate ai tessuti, possono essere asportate lasciando una base di impianto sanguinante e abrasa. L'analisi microscopica delle pseudomembrane rivela la presenza di batteri, leucociti, cellule necrotiche e fibrina. Possono esservi talora sovrainfezioni batteriche sostenute, dalla maggior parte dei casi, da batteri del genere Streptococcus. Alla faringite si associa un'intensa linfoadenopatia cervicale che, associata al contestuale edema dei tessuti molli, è responsabile dell'aspetto "proconsolare" o "taurino" del collo dei soggetti affetti da difterite. A causa dell'intensa vascolarizzazione faringea, questa sede è la più frequentemente associata a tossicità sistemica; per questo motivo, la faringite batterica viene anche definita "angina maligna".
La laringite difterica può essere primitiva o secondaria a estensione caudale di una faringite difterica. In questo caso, l'infiammazione e le pseudomembrane si localizzano a livello laringeo, con senso di ingombro alla deglutizione, disfonia e talora afonia. Data la scarsa irrorazione del laringe, la tossicità sistemica è meno frequente rispetto al rispettivo faringeo; tuttavia, a causa del minore calibro laringeo, il distacco di pseudomembrane può portare a ostruzione delle vie aeree, soprattutto in inspirazione. Il quadro clinico evocato da questa situazione viene definito croup che è una temibile complicanza della laringite difterica, soprattutto in età pediatrica. Il bambino si mostra sofferente, cianotico, tipico è lo stridore inspiratorio, con utilizzo dei muscoli inspiratori accessori. In alcuni casi, alla fase cianotica fa seguito una fase pallida, segno di grave asfissia che può portare, se non immediatamente trattata, a exitus per soffocamento.
La localizzazione nasale viene invece definita rinite difterica, rara e di interesse pediatrico quasi esclusivo. A causa della scarsa irrorazione, questa localizzazione è raramente associata a complicanze sistemiche; analogamente, la possibilità di respirazione orale permette di evitare l'ostruzione inspiratoria. La rinite difterica si presenta con rinorrea sanguinolenta (distacco di pseudomembrane) e muco-purulenta, sovente associata a sovrainfezione batterica.
La difterite cutanea è invece rara e si manifesta soprattutto in soggetti indigenti e in paesi tropicali. La lesione cutanea si presenta spesso sotto forma di gangrena, è infatti escavata, ulcerata, con margini talora rilevati e letto ricoperto da pseudomembrana grigiastra con fondo sanioso. Il distacco della stessa provoca sanguinamento; molto frequenti sono le sovrainfezioni da Staphylococcus aureus e Streptococcus pyogenes.

### Complicanze
Le complicanze sono dovute all'azione sistemica della tossina prodotta dal batterio; esistono tre categorie di complicanze: cardiache, nervose e renali.

#### Complicanze cardiache
Le complicanze cardiache della difterite sono rappresentate da miocardite, che può manifestarsi tra il terzo-settimo giorno (miocardite precoce) o intorno alla seconda settimana (miocardite tardiva). Nel primo caso, la miocardite si manifesta con alterazioni del ritmo, come tachicardia sinusale associata a ipotensione, ma sono frequenti anche tachicardia ventricolare, fibrillazione atriale e talora fibrillazione ventricolare. L'elettrocardiogramma, oltre a mostrare le alterazioni descritte, può descrivere un quadro più aspecifico con modificazioni del tratto ST e dell'onda T. In corso di angina maligna, a causa della immissione in circolo di grandi quantità di tossina, è temibile la progressione verso lo shock. La miocardite tardiva è invece meno grave, benché possano manifestarsi alterazioni parossistiche del tracciato e blocchi di branca.

#### Complicanze nervose
Le complicanze nervose possono anch'esse essere precoci (entro la prima settimana) e tardive (oltre la quarta settimana). Tra le prime assume particolare importanza la paralisi del nervo glossofaringeo, con disturbi di fonazione (rinolalia), paralisi del velopendulo e reflusso idro-alimentare nelle cavità nasali durante la deglutizione. Le manifestazioni tardive riguardano invece i nervi cranici, con paralisi dei nervi oculari (turbe dell'accomodazione e dei movimenti coniugati), del nervo faciale, del nervo vago e del nervo accessorio del vago, e i nervi spinali, con polineuriti e poliradiculiti che riguardano tronco, arti e talora diaframma.
Vanno anche segnalate le complicanze nervose post-vaccinali.

#### Complicanze renali
Le complicanze renali, meno frequenti, si manifestano con insufficienza renale, oliguria, anuria, proteinuria, ematuria e alterazioni idroelettrolitiche.
Benché tutte queste manifestazioni siano fonte di grave morbilità e talora mortalità, il soggetto adeguatamente trattato, va incontro a regressione spontanea durante il periodo di convalescenza.

## Profilo diagnostico
Le manifestazioni cliniche della laringite e faringite difterica sono talmente tipiche da assumere un valore diagnostico qualora si accerti anamnesicamente l'assenza di vaccinazione per la difterite. Tuttavia, la certezza viene raggiunta soltanto dall'isolamento, da tampone faringeo o da scarificazione della pseudomembrana, del Corynebacterium diphtheriae, opportunamente coltivato in terreni selettivi quali agar agar siero-tellurito o terreno di Löffler. Analoga procedura per le lesioni genitali e oculari, per le quali il campione d'elezione è lo scarificato proveniente dalla base delle lesioni. Mentre la faringite difterica cade in diagnosi differenziale con la faringite streptococcica e quella mononucleosica, la laringite difterica può essere confusa con altre laringiti batteriche e con epiglottiti stenosanti. La rinite difterica, sovente emorragica, deve essere invece posta in diagnosi differenziale con la coriza citrina del neonato.

## Terapia

### Profilassi
Sin dal 1920 la vaccinazione rappresenta la miglior strategia preventiva della malattia. La profilassi consigliata si attua con il vaccino, in tre dosi, composto dal tossoide difterico e in grado di garantire un'immunità duratura.
Il tossoide difterico può essere somministrato sotto forma di vaccino bivalente (difterite-tetano) o sotto forma di vaccino trivalente (difterite-tetano-pertosse) in schemi vaccinali denominati rispettivamente DT o DTp. Sovente il DTp viene associato a vaccini per l'Haemophilus influenzae tipo b (Hib), per la poliomielite e per l'epatite B, costituendo il vaccino "esavalente". L'avvenuta immunizzazione per la difterite viene valutata dalla negatività per la reazione di Schick, allestita inoculando nel derma dell'avambraccio 0,1 mL di tossina difterica. In caso di mancata immunizzazione, nel sito di inoculazione si sviluppa un'intensa reazione infiammatoria nel giro di 5-7 giorni.
Il ciclo vaccinale prevede tre dosi, da praticare al terzo, quinto e dodicesimo mese di vita del bambino. Poi vanno eseguite due dosi di richiamo, all'età di 6 e 14 anni; quindi richiami decennali, con dosi minore di tossoide, mantengono adeguati tassi anticorpali.

### Antibiotici
Accertata la difterite, il primo presidio terapeutico necessario è la somministrazione in unica dose per via endovenosa lenta di antisiero iperimmune equino (o immunoglobuline specifiche), in grado di neutralizzare la tossina difterica non ancora penetrata nelle cellule. Le dosi variano da caso a caso: nel lattante sono sufficienti circa 20 000 UI, per arrivare a 120 000 UI in corso di angina maligna. A questa deve essere associato riposo e un'adeguata terapia antibiotica, basata sulla benzilpenicillina sodica o potassica, 4 volte al giorno per 10 giorni di 500 000 UI negli adulti e di 250 000 UI nei bambini. Nei soggetti allergici è possibile usare macrolidi quali l'eritromicina, sempre 4 volte al giorno per 10 giorni. Un'ulteriore terapia parenterale valida è rappresentata dalla clindamicina. Il malato deve essere inoltre monitorato continuamente e, qualora si presentasse aspirazione di pseudomembrane e croup, intubato tempestivamente. Di fondamentale importanza è il monitoraggio elettrocardiografico al fine di valutare la presenza di miocardite; in presenza di quest'ultima situazione può essere allestita una terapia corticosteroidea come prednisone 1 mg/kg al giorno per 2 settimane. Dopo una settimana è opportuno inoculare la prima dose di tossoide difterico; la seconda e la terza dose devono essere date a un mese di distanza l'una dall'altra.